# Georg Fog
Jørgen (Georg) Fog (født 10. maj 1780 i Dalby på Fyn, død 28. december 1817 i København) var en dansk søofficer.
Han var søn af provst Jørgen Fog, sognepræst til Humble på Langeland (1734-1799) og Cæcilie f. Leth, blev student 1798 fra Odense Katedralskole og cand. phil. 1799. Fog blev kadet 1801, fik Gerners Medalje 1802 og blev sekondløjtnant 1803. Efter sin udnævnelse til officer ansattes han straks som chef for en kanonjolle, som i Kalvebod Strand deltog i hovedstadens forsvar. 1804-05 var han med fregatten Fylla i Vestindien og blev 1807 ansat som lærer ved Søkadetakademiet, en virksomhed, der dog snart blev afbrudt af Englandskrigene. Efter 1808 at have været næstkommanderende i blokskibet Hester Marie ved Københavns Defension sendtes han i september samme år til rokanonbådsflotillen i Kattegat; han forblev her næsten under hele krigen og udmærkede sig jævnligt. I krigen mod englænderne var Fog stadig ansat på kanonbådene og førte hæderlige træfninger mod disse. Allerede 1809, medens han med nogle armerede småfartøjer konvojerede koffardiskibe i Norge, erholdt han ilddåben i en kamp 1. marts 1809 ved Skagen mod en engelsk korvet og en kutter. For at give konvojen tid til at frelse sig vedblev han kampen, skønt hårdt såret, men måtte til sidst overgive sig. Efter at have ligget på hospitalsskib i Göteborg overførtes han til sygehuset i Helsingør. Følgerne af sine sår forvandt han aldrig. Samme år blev han premierløjtnant og 1815 kaptajnløjtnant.
1811 var han chef for en deling kanonbåde og underlagt premierløjtnant Jørgen Conrad de Falsen; under denne deltog han i det uheldige angreb på Anholt, men undslap dog lykkelig. 5. juli var han atter med Falsen i en træfning ved Hjelm mod englænderne for at udskære koffardiskibe af en konvoj, et forsøg, der mislykkedes, men Fog undslap. Året efter deltog han på ny med Falsen i en sejrrig træfning ved Samsø og senere i erobringen af en engelsk orlogsbrig, Attacke ved Grenaa. 1815 gik Fog uden for nummer på grund af sit svækkede helbred og ansattes i det da oprettede raketkorps. 1809 var han blevet Ridder af Dannebrog og 1812 Dannebrogsmand.
16. april 1808 giftede han sig med Christiane Lindberg, der overlevede ham; ægteskabet var barnløst. Han døde i 1817 og er begravet på Holmens Kirkegård.